# The Piano Tuner of Earthquakes
The Piano Tuner of Earthquakes és una pel·lícula dramàtica d'animació dels germans Quay del 2005, amb Amira Casar, Gottfried John, Assumpta Serna i Cesar Sarachu. Va ser el segon llargmetratge dels germans Quay i la seva primera pel·lícula en més de deu anys.

## Argument
La trama està influenciada per l'obra d'Adolfo Bioy Casares La invención de Morel. Una cantant d'òpera del segle XIX és assassinada a l'escenari poc abans del seu proper casament. Poc després de ser assassinat pel nefast Dr. Emmanuel Droz durant una actuació en directe, Malvina van Stille es trasllada a la remota vil·la de l'inventor per ser reanimada i obligada a interpretar el protagonista d'una trista producció escenificada per recrear el seu segrest. A mesura que s'acosta l'hora de l'actuació, l'afinador de pianos de terratrèmols Felisberto es proposa activar els set autòmats essencials que esquitxen el paisatge del temut metge i assegurar-se que tots els elements essencials estiguin al seu lloc. Una vegada més revsicolada després de la seva breu estada al més enllà, l'amnèsica Malvina aviat es veu atreta pel misteriós Felisberto com a resultat de la seva estranya semblança amb el seu ex-promès Adolfo.

## Repartiment
- Amira Casar : Malvina van Stille
- Gottfried John : Dr. Emmanuel Droz
- Assumpta Serna : Assumpta
- Cesar Sarachu : Adolfo Blin/Don Felisberto Fernandez
- Ljubiša Gruičić : Holz (jardiner)
- Marc Bischoff : Marc (jardiner)
- Henning Peker : Henning (jardiner)
- Gilles Gavois : Echeverria (jardiner)
- Volker Zack : Volker (jardiner)
- Thomas Schmieder : Thomas (jardiner)
- Regine Zimmermann : la modista
- Emil Petrov : el músic

## Premis
- XXXVIII Festival Internacional de Cinema Fantàstic de Catalunya: Premi als millors efectes especials[3]